# Rathaus (Frohnlach)

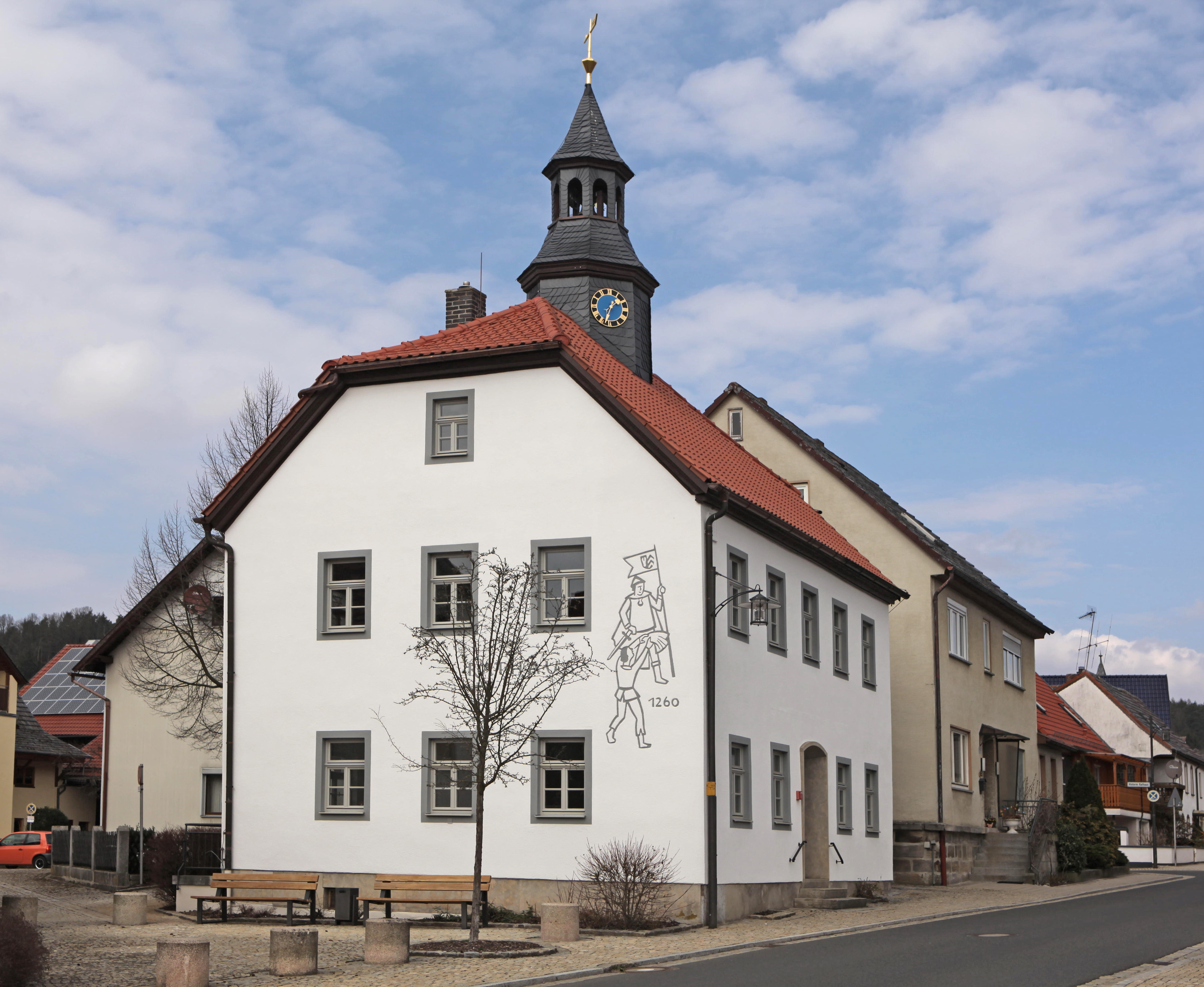
Ehemaliges Rathaus in Frohnlach

Das Rathaus in Frohnlach, einem Ortsteil der Gemeinde Ebersdorf bei Coburg im oberfränkischen Landkreis Coburg in Bayern, wurde im 18. Jahrhundert errichtet. Das ehemalige Rathaus an der Göritzenstraße 1 ist ein geschütztes Baudenkmal. 
Auf dem zweigeschossigen Bau mit drei zu fünf Fensterachsen und Krüppelwalmdach steht ein achteckiger Dachreiter, der von einer Laterne mit Zeltdach und Wetterfahne bekrönt wird. In der Laterne hängt eine Glocke.